# Iane Cantacuzino
Iane Cantacuzino (n. ? - d. 1592) a fost un membru al familiei Cantacuzino. Fiul lui Dimitrie Cantacuzino (d. 1536, Pisa) și fratele mai cunoscutului Mihai Cantacuzino, poreclit Șeitanoglu a fost înalt dregător la Constantinopol și apoi ban al Craiovei, 
Căsătorit cu Marina Basarab,  posibil să fi fost unchiul de mamă a lui Mihai Viteazul, fratele Teodorei Cantacuzino.